# ラブアンドピース
ラブアンドピースは、ケーアッププロモーションに所属したお笑いコンビ。

## メンバー
- 青木 進（あおき すすむ 1983年11月30日 - ）神奈川県川崎市出身。ツッコミ担当。
- 中島 翔（なかじま しょう 1983年11月11日 - ）神奈川県川崎市出身。ボケ担当。現在は「中嶋翔」の名前で構成作家に転身。

## 略歴
- 1997年 - 出身中学校の同級生でコンビ結成
- 2004年 - 専門学校東京アナウンス学院卒業
- 2007年11月末 - 解散。

## 出演
バラエティ
- 爆笑オンエアバトル（NHK総合）戦績0勝2敗 最高237KB

ライブ
- お笑い青田買い
- 僕の細道（あきげん、やさしい雨との合同ライブ）

など